# Acropternis
Genre
Acropternis est un genre monotypique de passereaux de la famille des Rhinocryptidés. Il se trouve à l'état naturel en Amérique du Sud.

## Liste des espèces
Selon la classification de référence du Congrès ornithologique international (version 6.4, 2016) :
- Acropternis orthonyx — Mérulaxe ocellé, Tapacule perlé (Lafresnaye, 1843)
  - Acropternis orthonyx orthonyx (Lafresnaye, 1843)
  - Acropternis orthonyx infuscatus (Salvadori & Festa, 1899)